# Ureilita

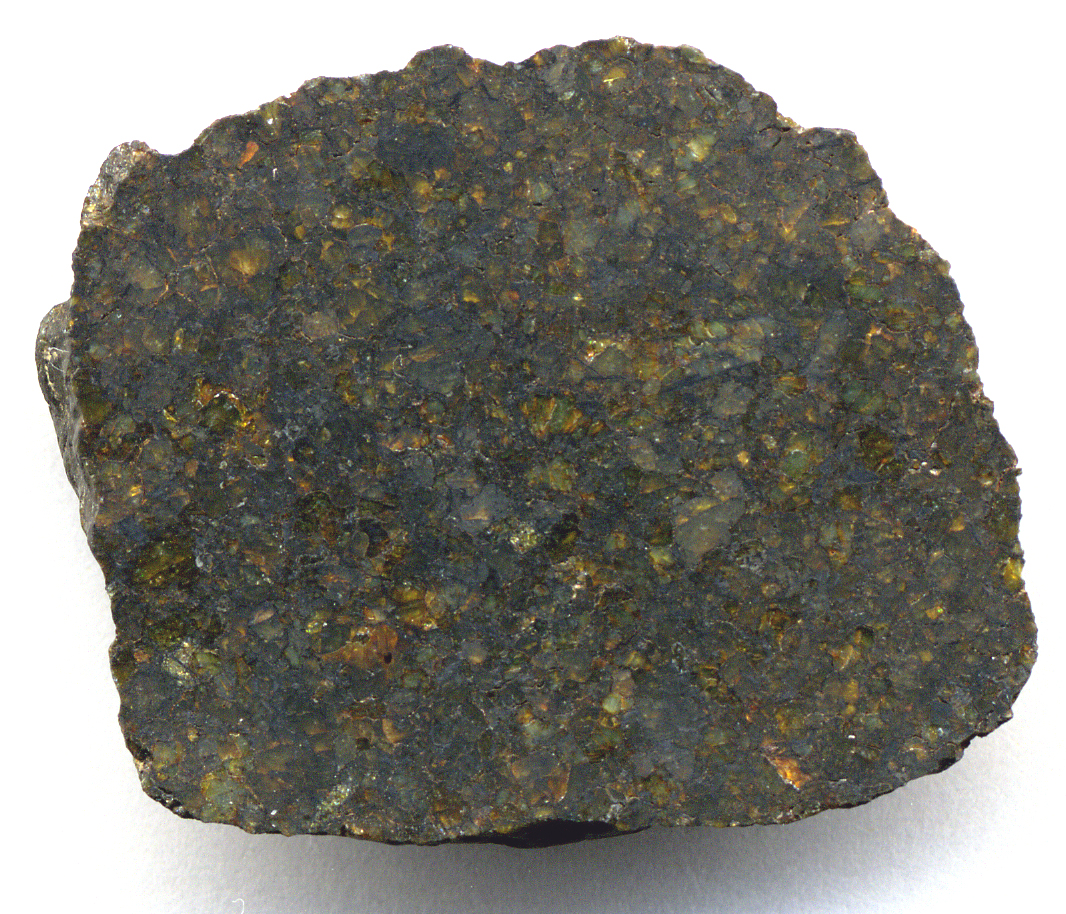
Meteorito NWA 4231, compuesto de ureilita.

La ureilita es un tipo raro de meteorito pedregoso que tiene una composición mineral muy diferente a cualquier otro tipo de meteorito de su clase. Este tipo de meteorito gris o pardusco oscuro debe su nombre al pueblo de Novy Urey (cirílico: Новый Урей), en Mordovia, Federación de Rusia, donde un meteorito de este tipo cayó el 4 de septiembre de 1886.  Ureilitas notables son el Novo Urei y el Goalpara, que también debe su nombre a la ciudad en la que aterrizó (Goalpara, Assam, India).  El 7 de octubre de 2008, el meteoroide 2008 TC3 entró en la atmósfera terrestre y explotó a una altitud de unos 37 kilómetros sobre  el desierto de Nubia en Sudán. Fragmentos de este asteroide fueron recuperados en diciembre de ese año y se determinó que estaban compuestos de urelita. 
Los científicos han encontrado aminoácidos en el meteoroide 2008 TC3, donde no se esperaba encontrarlos tras las temperaturas de más o menos 1000 °C que se alcanzaron tras la explosión.